# Плотня
Плотня — река в Московской области России, левый приток Клязьмы.
Протекает по территории городского округа Павловский Посад и Богородского городского округа. Впадает в Клязьму в 514 км от её устья. Длина реки составляет 10 км.
По данным Государственного водного реестра России, относится к Окскому бассейновому округу. Речной бассейн — Ока, речной подбассейн — бассейны притоков Оки от Мокши до впадения в Волгу, водохозяйственный участок — Клязьма от города Ногинска до города Орехово-Зуево.